# Atriplex subspicata
Atriplex subspicata là loài thực vật có hoa thuộc họ Dền. Loài này được (Nutt.) Rydb. mô tả khoa học đầu tiên năm 1906.